# Clara Jaschke
Clara Berta Anna Jaschke (* zwischen 1848 und 1858 in Schweidnitz, Schlesien; † 3. Januar 1912 in Lichtenberg bei Berlin) war eine der ersten Eisenbahnerinnen Deutschlands und Feministin.

## Leben
Clara Jaschke war eine Tochter eines Stationsvorstehers der Anhaltischen Eisenbahn, wodurch sie bereits in jungen Jahren die Arbeit der Eisenbahn kennen lernte. Als Frau durfte sie jedoch zu dieser Zeit nur in bestimmten Berufen bei der Bahn arbeiten. So war es ab 1870 möglich, dass ledige Frauen aus Eisenbahnerfamilien als Telegraphistinnen und Fahrkartenverkäuferinnen eingestellt werden konnten. Die Entlohnung für Frauen waren geringer als für Männer, und die Frauen durften nur auf Tagesbasis aushelfen.
Zwischen 1873 und 1875 begann Jaschke am Schlesischen Bahnhof (heute Berlin Ostbahnhof) als Fahrkartenverkäuferin und war damit eine der ersten Eisenbahnerinnen in Preußen. Der Außendienst war den Frauen weiterhin versagt. Da ihr die Bezahlung als Tagelöhnerin nicht ausreichte und sie diese Bezahlung zudem als ungerecht empfand, setzte sie sich in der Folge für gleiche Rechte zwischen Mann und Frau ein. Besonders die Einstellung als Beamtin wurde erkämpft.
Sie begann mit Gleichgesinnten Petitionen für eine Gleichberechtigung bei der Eisenbahn einzureichen. So setzte sie 1898, nach knapp 25-jähriger Berufstätigkeit, gemeinsam mit anderen Frauen eine Petition auf, welche im Preußischen Abgeordnetenhaus Zustimmung erhielt und die reguläre Anstellung von Frauen in der Bahnbranche ermöglichte. Fortan konnten Frauen als festangestellte Beamtinnen bei der Bahn arbeiten. Ob Jaschke auch eine Festanstellung bei den Preußischen Staatseisenbahnen erhielt, ist nicht überliefert.
In der Folge entstand aber ab 1904 die Berufsbezeichnung Eisenbahngehilfin ohne Aufstiegsmöglichkeit. Die erheblich schlechtere Bezahlung im Vergleich zu den männlichen Kollegen blieb jedoch erhalten, ebenso wie das sogenannte Beamtenzölibat, welches vorsah, dass nach Heirat die Beamtin zu entlassen sei, und welches erst Ende 1919 abgeschafft wurde.
Clara Jaschke ging 1912 in den Ruhestand und starb wenig später.

## Würdigung

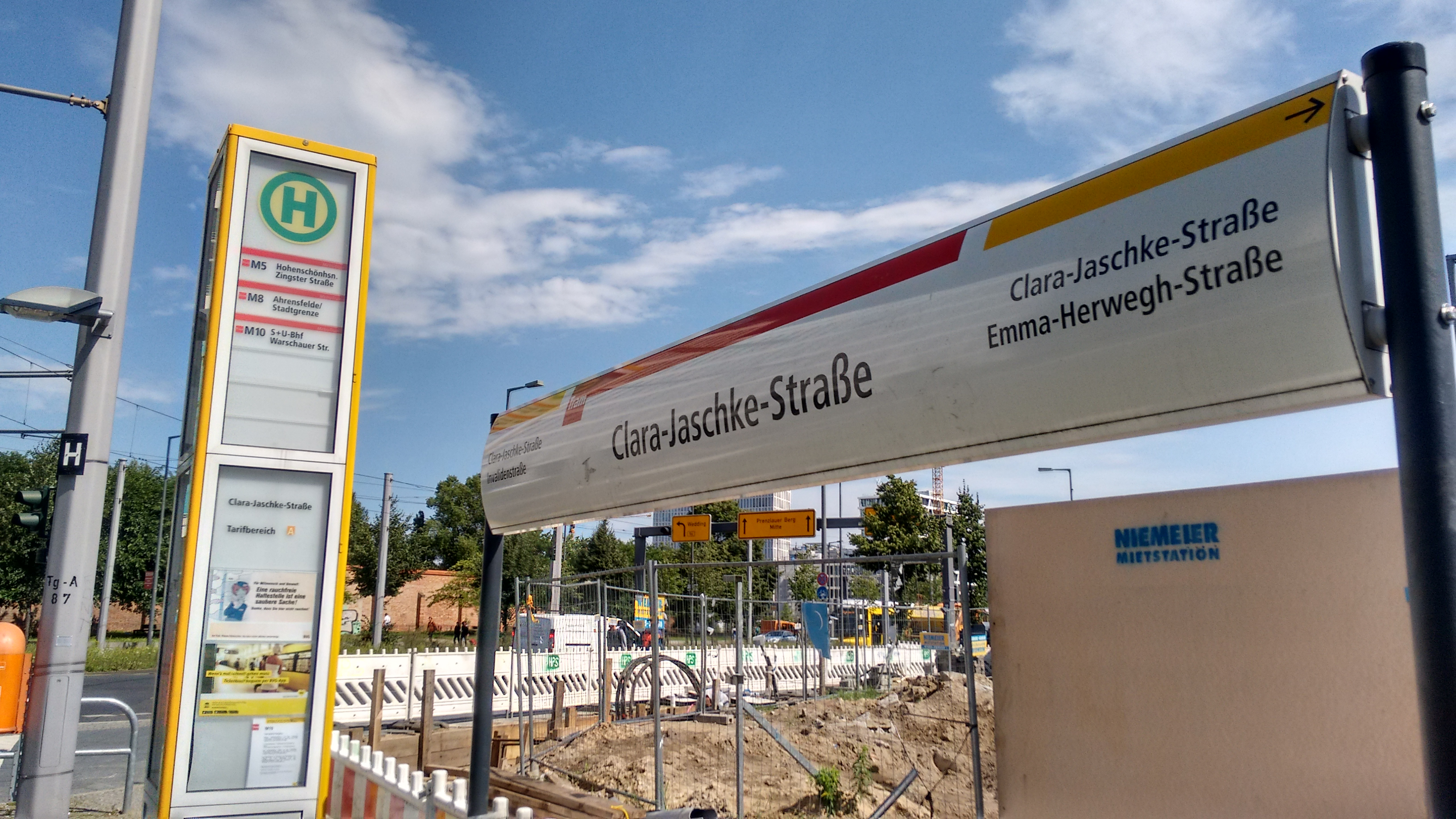
Straßenbahnhaltestelle Clara-Jaschke-Straße, Berlin-Moabit

2005 wurde nach ihr eine Straße in der Nähe des 2006 eröffneten neuen Berliner Hauptbahnhofs in Berlin-Moabit benannt.
2018 führte die Allianz pro Schiene einen jährlichen Clara Jaschke Innovationspreis ein, welcher Leistungen von Frauen in der Bahnbranche würdigt.
2022 beschloss der Rat der Gemeinde Bad Zwischenahn, eine Planstraße in einem Gewerbegebiet der Bauerschaft Aschhausen unweit des Betriebsbahnhofs Kayhauserfeld an der Bahnstrecke Oldenburg–Leer nach Clara Jaschke zu benennen.